# Terreur dans la ville
Pour plus de détails, voir Fiche technique et Distribution.
Terreur dans la ville (The Star Packer) est un film américain réalisé par Robert N. Bradbury, sorti en 1934.
Le film suit marshall John Travers, aidé de son ami indien Yak, qui va mettre fin aux agissements d'un bandit surnommé "The Shadow".

## Synopsis
John Travers, Marshall de son état, devient le shérif d'une ville occidentale du début du siècle où plusieurs meurtres ont eu lieu. Dans l'espoir de débusquer un hors-la-loi connu uniquement sous le nom de "The Shadow", il est aidé par un ami indien. Ils sont rejoints par Anita Matlock, la fille du défunt et nièce de l'actuel propriétaire du ranch Matlock, qui arrive en même temps de l'Est.
Après avoir regardé un raid, Travers et son ami indien suivent discrètement les voleurs jusqu'à la ville, où les voleurs sont entendus converser avec quelqu'un dans ce qui semble être une pièce vide du salon, et les suivent plus tard dans une cachette près du Ranch Matlock. En ville, la salle vide se trouve avoir des passages secrets, y compris un moyen secret de tirer sur les gens dans la rue principale de la ville.
Au ranch Matlock, Travers donne une arme à Anita, et quelqu'un téléphone à la cachette du voleur pour organiser une embuscade routière sur Travers et une fausse attaque sur Anita pour la faire retourner à l'Est. Mais elle déjoue le plan avec l'arme qui lui a été donnée.
Après avoir arrêté les voleurs présumés, Travers oblige l'un d'entre eux à retourner dans la salle spéciale pour recevoir des instructions, où Travers entend parler d'un complot visant à assassiner la majeure partie de la ville avec une mitrailleuse provenant de la cachette sur un chariot, et à l'assassiner de la perspectives secrètes sur la rue.
Mais il remplace les citadins par des hommes de paille et ils interceptent la mitrailleuse avant qu'elle n'arrive en ville, et il leur montre les perspectives secrètes avant qu'elle ne puisse être utilisée à nouveau pour assassiner.
Plus tard, il épouse Anita et son ami indien joue les Indiens avec leur jeune fils.

## Fiche technique
- Titre original : The Star Packer

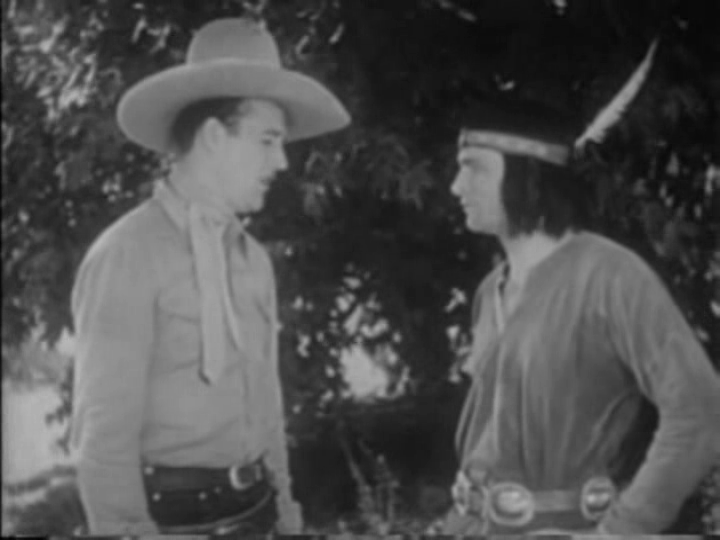
John Wayne et Yakima Canutt

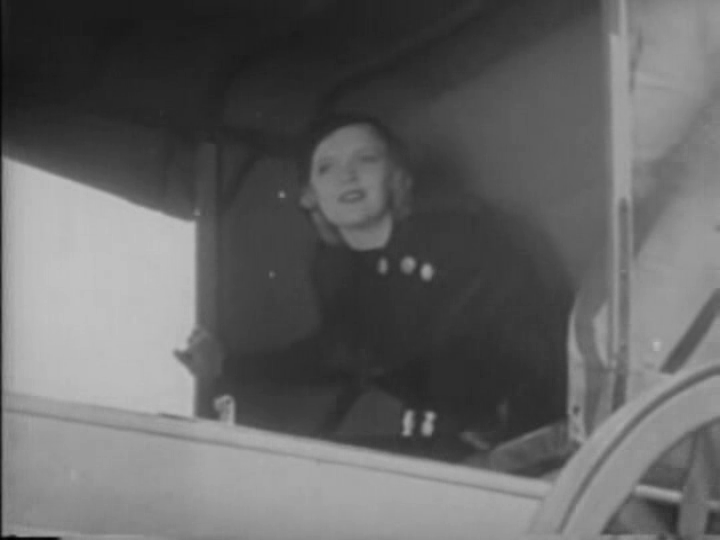
Verna Hillie

- Titre français : Terreur dans la ville
- Réalisation : Robert N. Bradbury
- Scénario : Robert N. Bradbury
- Direction artistique : E. R. Hickson
- Photographie : Archie Stout
- Son : John Stransky Jr.
- Montage : Carl Pierson
- Production : Paul Malvern
- Société de production : Lone Star Productions
- Société de distribution : Monogram Pictures
- Pays d'origine :  États-Unis
- Langue originale : anglais
- Format : noir et blanc — 35 mm — 1,37:1 — son Mono (Balsley and Phillips Recording System)
- Genre : Western
- Durée : 53 minutes
- Dates de sortie :  États-Unis : 30 juillet 1934
- Licence : Domaine public

## Distribution
- John Wayne : John Travers
- Verna Hillie : Anita Matlock
- Gabby Hayes : Matt Matlock, alias The Shadow
- Yakima Canutt : Yak
- Billy Franey : un homme de main
- Eddie Parker : Parker, un homme de main
- Earl Dwire : Mason, un homme de main
- Thomas G. Lingham : Shérif Al Davis

## Autour du film
- Le tournage débuta le 8 mai 1934 au Ranch Monogram avec toute l'équipe de westerns Lone Star Productions.[réf. souhaitée]
- Le budget de 12000 dollars ne permettra d'obtenir qu'une vingtaine de cavaliers et de chevaux  qui deviendront, grâce à la magie du montage, à la fois autant de bandits et de colons dans les scènes de poursuites[1].